# Dodecilbenzensolfonato sodico

Formula di struttura dei dodecilbenzensolfonati di sodio

I dodecilbenzensolfonati di sodio sono i composti organici aventi formula chimica C12H25C6H4SO3Na. Costituiscono i sali sodici degli acidi dodecilbenzensolfonici. Sono largamente utilizzati nei detersivi per il bucato, in qualità di tensioattivi.
I dodecilbenzensolfonati sodici che presentano un gruppo dodecano lineare (facenti quindi parte dei cosiddetti alchilbenzenesolfonati lineari) sono più impiegati di quelli che presentano un gruppo dodecano ramificato in virtù della migliore biodegradabilità.

4-(5-Dodecil) benzenesolfonato, un dodecilbenzenesolfonato lineare
Un dodecilbenzenesolfonato ramificato, non più utilizzato nei paesi sviluppati.

## Tossicologia
I dodecilbenzensolfonati di sodio provocano irritazione a contatto con la pelle, sono tossici se ingeriti e causano seri danni se posti a contatto con gli occhi:
- Provoca irritazione del tratto gastro-intestinale. Studi effettuati sugli animali hanno dimostrato che può provocare danni al tubo digerente, al fegato, ai reni, e ad altri organi, con sintomi quali ipermotività, vomito, diarrea, irritazioni alle mucose ed altri disturbi dell'apparato digerente.
- Non sono disponibili dati sugli effetti causati da una possibile inalazione della sostanza, ma si presume che venga assorbita dai tessuti dei polmoni provocandone irritazioni e danni.
- Provoca irritazione cutanea e danni gravi dopo lunga esposizione o su tessuto danneggiato.
- Provoca irritazione oculare. Una soluzione all'1-2% provoca un'irritazione variabile da grave a leggera.
- Non sono disponibili dati su eventuali effetti mutageni o cancerogeni.